# Verbände der US Army
Dieser Artikel soll einen Überblick über aktive, inaktive und aufgelöste Einheiten des Heeres der Vereinigten Staaten ab Brigadeebene geben.

## Zurzeit aktive Heereseinheiten
- First Army (Reserve, Ausbildungseinheiten), Fort Gillem, Georgia
  - 78. Division „Lightning“, Edison, New Jersey
  - 85. Division „Custer“
  - 87. Division „Golden Acorn“, Birmingham, Alabama
  - 3. Unterstützungsbrigade
  - 12. Unterstützungsbrigade
  - 15. Unterstützungsbrigade
  - 4. Kavalleriebrigade
  - 157. Infanteriebrigade
  - 174. Infanteriebrigade
  - 157. Panzerbrigade
  - 188. Infanteriebrigade
  - 189. Infanteriebrigade
  - 205. Infanteriebrigade

- Third Army / US Army Forces Central Command (ARCENT) (US Army Komponente des US Central Command (USCENTCOM))
  - 53. Transport Bataillon, Fort McPherson, Atlanta, Georgia
  - ARCENT Kuwait
    - Coalition/Joint Task Force-Kuwait (C/JTF-KU), (Kommando der Koalitionstruppen in Kuwait)
    - 385. Fernmeldekompanie, 54. Fernmeldebataillon
    - einer Abordnung des 831. Transportbataillons

  - ARCENT Katar
    - 831. Transportbataillon

  - ARCENT Saudi-Arabien
    - Hauptquartierkompanie
    - 54. Fernmeldebataillon
    - MIM-104 Patriot Task Force (Flugabwehr)
    - Aerial MEDEVAC (medizinische Luftevakuierung)

- Fifth Army (Reserve, Ausbildungseinheiten), Fort Sam Houston, Texas
  - 7. (leichte) Infanteriedivision „Bayonets“, Fort Carson, Colorado
  - 75. Division, Houston, Texas
  - 91. Division, Houston, Texas
  - 5. Panzerbrigade
  - 21. Versorgungssbrigade
  - 120. Infanteriebrigade
  - 166. Heeresfliegerbrigade
  - 191. Infanteriebrigade
  - 479. Artilleriebrigade

- Seventh Army / US Army Europe (US Army Komponente des US European Command (USEUCOM)), Wiesbaden (Der Begriff Seventh Army wird zurzeit nicht mehr verwendet)
  - V. Corps Headquarters – Hauptquartier des 5. US-Korps (Heidelberg, Deutschland)
    - 1. Panzerdivision, (ehem. Wiesbaden, Deutschland)
    - 5. Panzerdivision (DE)
    - Multinationale Brigade – Ost – KFOR (Kosovo, Jugoslawien)
    - 21. Armeeunterstützungskommando, (Kaiserslautern, Deutschland)
    - III. Korpsunterstützungskommando, (Wiesbaden, Deutschland)
    - Reservekommando der 7. Armee (Schwetzingen, Deutschland)
    - Joint Multinational Training Center (JMTC) – Truppenübungsplatz Grafenwöhr, (Grafenwöhr, Deutschland)
    - Joint Multinational Readiness Center (JMRC) – Gefechtsübungszentrum, (Hohenfels, Deutschland)
    - 5. Fernmeldekommando, (Mannheim, Deutschland)
    - 1. Personalverwaltungskommando, (Schwetzingen, Deutschland)
    - Feldunterstützungbrigade (Europa), (Seckenheim, Deutschland)
    - 266. Finanzverwaltungskommando (Heidelberg, Deutschland)
    - Regionales Sanitätskommando Europa, (Heidelberg, Deutschland)
    - Southern European Task Force (Airborne) – Südeuropäische Schnelleingreiftruppe (Vicenza, Italien)
    - 173. Airborne Brigade (Vicenza, Italien)

- Eighth Army, Yongsan Army Garrison (Seoul, Südkorea)
  - 2. Infanteriedivision
  - 25. (leichte) Infanteriedivision Schofield Barracks (Hawaii)
    - 6. Kavalleriebrigade
    - 17. Heeresfliegerbrigade
    - 35. Flugabwehrbrigade
    - 19. Theater Versorgungskommando
    - UN-Kommando Sicherheitsbataillon
      - 8. Militärpolizeibrigade
      - 8. Personalverwaltungskommando
      - 18. Sanitätskommando
      - 175. Finanzverwaltungskommando

Die nächstkleineren Einheiten sind die Heeresabteilungen (Korps). Die folgenden Korps sind keinen Armeen zugeordnet und bilden daher einen Pool an Einheiten, die zur Unterstützung von Operationen herangezogen werden können.
- I. Korps (Pazifik), Fort Lewis (Washington)
  - 3. Brigade, 2. Infanteriedivision
  - 1. Brigade, 25. Infanteriedivision
  - 1. Militärpolizeibrigade
  - 1. Personalverwaltungsgruppe
  - 14. PSYOP Bataillon (Psychologische Kriegsführung)
  - 62. Sanitätsbrigade
  - 201. Militärgeheimdienstbrigade
  - 311. Korpsversorgungskommando
  - 555. Gefechtsinstandsetzungsgruppe
  - 593. Korpsversorgungsgruppe

- III. Korps, Fort Hood (Texas)
  - 1. Kavalleriedivision in Fort Hood (Texas)
  - 4. (mechanisierte) Infanteriedivision in Fort Hood (Texas)
  - 7. (leichte) Infanteriedivision in Fort Carson (Colorado)
  - 24. Infanteriedivision in Fort Riley (Kansas)
  - 3. gepanzertes Kavallerieregiment in Fort Carson (Colorado)
  - 1. Brigade, 1. Infanteriedivision in Fort Riley (Kansas)
  - 3. Brigade, 1. Panzerdivision in Fort Riley (Kansas)
  - 3. Fernmeldebrigade
  - 6. Heeresfliegerbrigade
  - 21. Kavalleriebrigade
  - 31. Flugabwehrbrigade
  - 89. Militärpolizeibrigade
  - 937. Ingenieurgruppe
  - 504. Militärgeheimdienstbrigade
  - 13. Korpsversorgungskommando
  - 3. Personalverwaltungsgruppe
  - 13. Finanzverwaltungsgruppe

- XVIII. Luftlandekorps, Fort Bragg (North Carolina)
  - 3. Infanteriedivision in Fort Stewart (Georgia)
  - 10. US-Gebirgsdivision in Fort Drum (New York)
  - 82. Luftlandedivision („All-Americans“) in Fort Bragg (North Carolina)
  - 101. Luftlandedivision („Screaming Eagles“) in Fort Campbell (Kentucky)
  - 2. gepanzertes Kavallerieregiment in Fort Polk (Louisiana)
  - 11. gepanzertes Kavallerieregiment in Fort Irwin (Kalifornien)
  - 16. Militärpolizeibrigade
  - 18. Heeresfliegerbrigade
  - 20. Instandsetzungsbriagde
  - 525. Militärgeheimdienstbrigade

- Army Special Operations Command (ASOC)
  - Army Special Forces Command (Airborne) (USASFC)
  - Army John F. Kennedy Special Warfare Center and School (JFKSWCS)
  - 75th Ranger Regiment (75th RGR RGT)
  - 160th Special Operations Aviation Regiment (Airborne) (160th SOAR)
  - Special Operations Support Command (Airborne) (SB(SO)(A))
  - Army Civil Affairs and Psychological Operations Command (Airborne) (4th PSYOP Gp)
  - 95th Civil Affairs Brigade (95th CA Bde)
  - 1st Special Forces Operational Detachment-Delta (Airborne) (1st SFOD-D (A))

## Panzerdivisionen
- 1st Armored Division (Old Ironsides), stationiert in Fort Bliss in Texas
- 2nd Armored Division
- 3rd Armored Division
- 4th Armored Division
- 5th Armored Division
- 6th Armored Division
- 7th Armored Division
- 8th Armored Division
- 9th Armored Division
- 10th Armored Division
- 11th Armored Division
- 12th Armored Division
- 13th Armored Division
- 15th Armored Division
- 16th Armored Division
- 20th Armored Division
- 27th Armored Division
- 30th Armored Division
- 40th Armored Division
- 48th Armored Division
- 49th Armored Division
- 50th Armored Division

## Kavalleriedivisionen(auch eigentlich Panzerdivisionen)
- 1st Cavalry Division, stationiert in Fort Hood, Texas
- 2nd Cavalry Division